# Spilopimpla annulicornis
Spilopimpla annulicornis là một loài tò vò trong họ Ichneumonidae.